# Tymalczyk saharyjski
Tymalczyk saharyjski, dżunglotymal saharyjski, tymal saharyjski (Argya fulva) – gatunek średniej wielkości ptaka z rodziny pekińczyków (Leiotrichidae). Zasiedla północną i saharyjską Afrykę. Nie jest zagrożony wyginięciem.

## Taksonomia
Gatunek opisał po raz pierwszy René Louiche Desfontaines w roku 1789 pod nazwą Turdus fulvus. Holotyp pochodził z Kafsy (Tunezja). Możliwe, że tworzy nadgatunek z tymalczykiem rdzawym (A. rubiginosa). Wyróżnia się 4 podgatunki.

## Podgatunki i zasięg występowania
Wyróżnia się następujące podgatunki:
- A. f. maroccana – południowe Maroko, północno-zachodnia Algieria
- A. f. fulva – północna Algieria, Tunezja i północno-zachodnia Libia
- A. f. buchanani – zachodnio-centralna Mauretania, północny Senegal do centralnego Czadu
- A. f. acaciae – północny i wschodni Czad do Erytrei i północnej Etiopii; także skrajnie południowe części Egiptu[7].

W Algierii spotykany do wysokości około 2200 m n.p.m. (w masywie Ahaggar). Środowisko życia stanowią pustynie, niekiedy obszary trawiaste.

## Morfologia
Całkowita długość ciała wynosi około 25,4 cm, z czego 2,4–2,5 cm przypada na dziób, zaś 12,7 cm na ogon. Skrzydła mierzą 9,3–9,5 cm, skok 3,2–3,3 cm. Wierzch ciała piaskowobrązowy, stosiny pozostają niewidoczne. Niższa część grzbietu, kuper i pokrywy podogonowe jaśniejsze, o bardziej płowym kolorze. Głowa płoworuda, występują ciemniejsze stosiny. Pokrywy skrzydłowe i lotki bardzo jasne, płowe, lotki szarobrązowe na wewnętrznych chorągiewkach. Sterówki jasnobrązowe z szarawymi paskami, jaśniejsze na obrzeżu. Obszar pod okiem i kantarek szarawe. Policzki i pokrywy uszne jasne, piaskoworude. Występują biały wąs i gardło, którego barwa przechodzi niżej w jasnopłową i pokrywa cały spód ciała. Dziób czarny, nogi i stopy żółtobrązowe, pazury brązowe, tęczówka orzechowa. Masa ciała wynosi około 61,4 g.

## Zachowanie
Potrafi przemieszczać się z krzewu do krzewu tak, by nie zostać wykrytym. Lata jedynie na krótkie dystanse. Dobrze biega. Zawołanie stanowi głos piiah, piiah, piiah, zaś głos alarmujący jest warkoczący, wibrujący lub zgrzytliwie płaczliwy. Przebywa w grupach do 12 osobników.

## Lęgi

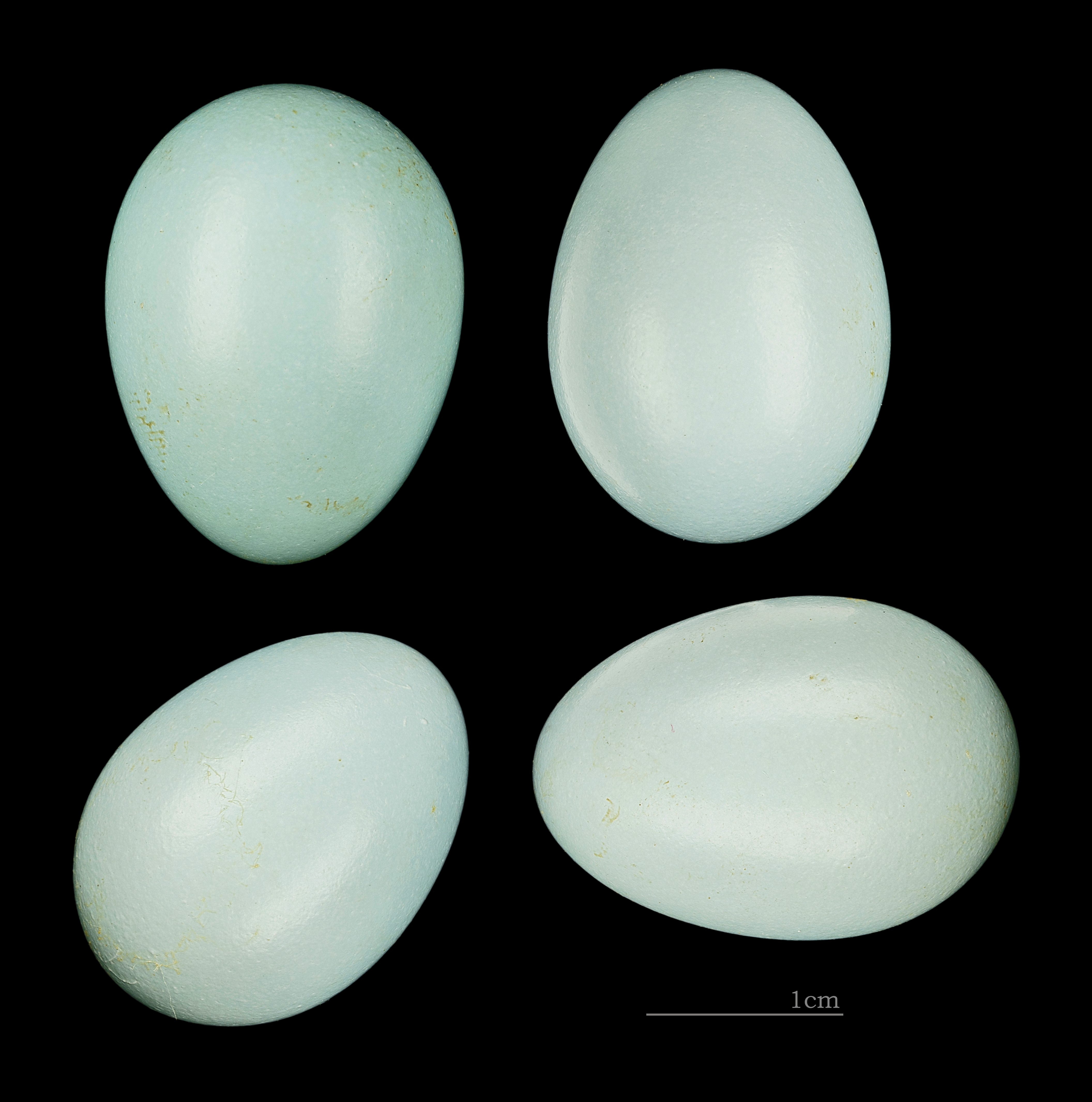
Jaja z kolekcji muzealnej

W Tunezji okres lęgowy rozpoczyna się na początku kwietnia; autor The Birds of Tunesia znalazł jajo najwcześniej 9 kwietnia. Gniazdo mieści się w ciernistym krzewie; budulec stanowią trawy. Dżunglotymal saharyjski wyścieła gniazdo miękkim materiałem, jak puch roślinny, wełna czy włosie, blisko osad Arabów także i materiałem. Zniesienie liczy 4–6 jaj, o barwnie niebieskozielonej; wykazują połysk. Ich wymiary to około 24×18 mm.

## Status i ochrona
Przez IUCN gatunek klasyfikowany jest jako najmniejszej troski (LC, Least Concern) nieprzerwanie od 1988 roku. Trend liczebności populacji uznawany jest za stabilny. Z powodu ograniczenia do jednego biomu (pustynnego) jest wyznacznikiem do tworzenia Important Bird Area. Spośród IBA połączonych z obszarem chronionym wymienić można Park Narodowy Ahaggaru oraz Park Narodowy Tasili Wan Ahdżar (Algieria) i Park Narodowy Souss-Massa (Maroko). Do niechronionych należy m.in. sezonowe jezioro Umm Badr (Sudan) i masyw Tibesti.